# Unión Juárez
Unión Juárez là một đô thị thuộc bang Chiapas, México. Năm 2005, dân số của đô thị này là 13459 người.